# توتالي أكورايت باتل سيمولاتور
توتالي أكورايت باتل سيمولاتور (بالإنجليزية: Totally Accurate Battle Simulator)‏ (باختصار: تابز | TABS) هي لعبة فيديو إستراتيجية من تطوير لاندفال جيمز، صدرت يوم 1 أفريل 2019، وهي حاليا تباع في ستيم.
وهي كالجزء الثاني من اللعبة التي سبقتها (توتالي أكورايت باتل جراوندز) التي أنشأتها لاندفال جيمز وهي لعبة مشابهة لفورتنايت وبوبجي، والتي صدرت في 5 جوان 2018.

## كيفية اللعب
تبدأ اللعبة حيث يكون هناك خياران، هما المراحل (بالإنجليزية: Levels)‏ وصندوق الرمل (بالإنجليزية: Sandbox)‏.

### المراحل
تبدأ المراحل حيث توجد خريطة مقسمة لنصفين ويكون لديك النقود لشراء جنود معينين ووضعهم في أماكن معينة (في ناحيتك فقط) بينما الجهة الأخرى يوجد جنود موضوعون مسبقا، يمكنك حذف الجنود لاسترجاع النقود واستبدالهم، إضغط على بدأ (بالإنجليزية: Start)‏ وسيتقاتلون لوحدهم على حسب إستراتيجيتك وإن فزت ستنتقل للمرحلة التالية وإن خسرت ستعيد من جديد.
في كل مرحلة تستبدل الخرائط وفي كل فوز تفتح مقاتلين جدد وتزيد نقودك ويمكن أن تزيد مراحل المقاتلين (أي مستواهم)، كما أنه يمكنك أثناء القتال التنقل في جميع الأماكن كالشبح وتفعيل وضعية السلو موشن (Slow-Motion) يعني إبطاء حركة المقاتلين، وفي كل ناحيتين لون (الأحمر وأزرق فقط).

### صندوق الرمل
في هذا النمط لا توجد نقود أو أي مراحل، فيه كل شيء مجهز كالجنود اللانهائيين، أو الأسلحة اللانهائية، صمم هذا الوضع مخصصا إختبار قدرات الجنود (في حال لم تعرف طريقة قتالهم)، هذا يساعدك على أن تتعرف على أسلوبهم كزيوس الذي يطلق البرق وجندي العصا الذي يقاتل بستخدام عصاه، أو إختبار من أقوى في المجموعة.
يمكن أيضا استعمال خاصية تبطيء الحركة ولا يوجد ألوان.

## التقنيات

### راقدول فيزي.كس

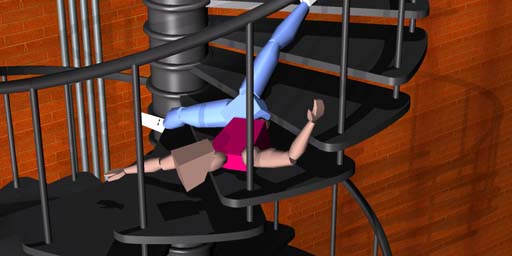
راقدول فيزكس هي إحدى فكرات المطور

فكرت الشركة في استخدام نفس تقنيات اللعبة التي سبقتها (باتل جراوندز)،
وبمساعدة من يونيتي، نجح المطورون في صنع شخصيات محددة، الراغدول هي نوع من التقنيات حيث يكون الشخص الذي تقوم باللعب بيه (داخل اللعبة) كثير السقوط كأنه بلا عظام.

## أنماط اللعبة
النمط الوحيد الذي يوجد في اللعبة هو النمط الفردي، ولا يمكنك تحكم في لاعبيك، وإنما مشاهدتهم كروبوتات، يمكنك استعمال الفأرة لوضع الجنود في أماكنهم المخصصة، كما أن اللعبة لن تقوم بإجبارك على وضع جنودك في مكان معين، وهذا لاختبار قدراتك العقلية في الإستراتيجية، ومدى حكمك إتجاه مستويات كل جندي.

## وصلات خارجية
الموقع الرسمي
 (الإنجليزية)